# Georges Marie Jacques Moulière
Georges Marie Jacques Moulière est un homme politique français né le 22 novembre 1866 au Mans (Sarthe) et décédé le 10 février 1944 au Mans.

## Biographie
Avocat au Mans, il est bâtonnier à trois reprises. conseiller d'arrondissement de 1910 à 1922 puis conseiller général à partir de 1922. Il est député de la Sarthe de 1927 à 1928.

## Sources
- « Georges Marie Jacques Moulière », dans le Dictionnaire des parlementaires français (1889-1940), sous la direction de Jean Jolly, PUF, 1960 [détail de l’édition]